# Sertab Erener
Sertab Erener (nacida el 4 de diciembre de 1964, en Estambul, Turquía) es una cantante de pop turca. 
Editó su primer álbum Sakin Ol en 1992 con ayuda de la también famosa Sezen Aksu.
Ganó el Festival de la Canción de Eurovisión 2003 en Riga, Letonia, con la canción "Everyway That I Can", siendo la primera y hasta ahora única victoria de Turquía en el Festival de Eurovisión; entró con este tema en los charts internacionales. Ha participado en dúos con artistas como José Carreras o Ricky Martin y fue la invitada estrella de la gala de ampliación de la Unión Europea en 2004 y en la gala del 50 Aniversario de Eurovisión donde su canción fue nombrada una de las 14 mejores de la Historia del certamen. Tiene una coloratura de voz soprano, y una gran versatilidad vocal. 

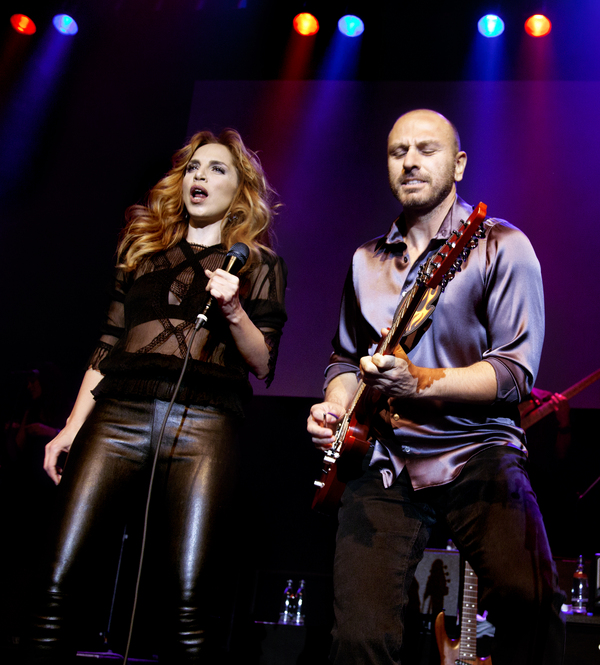
Sertab Erener & Demir Demirkan

## Discografía

### Álbumes
- Sakin Ol! (1992)
- La'l (1994)
- Sertab Gibi (1996)
- Sertab Erener (1999)
- Sertab (Internacional - 2000)
- Turuncu (2001)
- Sertab (Internacional con pistas extra - 2003)
- No Boundaries (2004)
- Aşk Ölmez (2005)
- Rengârenk (2010)
- Sade (2013)
- Kırık Kalpler Albümü (2016)

### Sencillos
- Zor Kadin (1999)
- Utanma (2000)
- Bu Yaz (2000)
- Yeni (2001)
- Every Way That I Can (2003 - Ganadora del Festival de Eurovisión)
- Here I Am (2003)
- Believe (that I See Love in You) (2004)

- Leave (2004)
- Aşk ölmez, biz ölürüz (2005)
- Satılık kalpler şehri (2005)
- Kim haklıysa (2005)
- I Remember Now (2007)
- Hayat beklemez (2008)
- Bu böyle (2009)
- Açık adres (2009)
- Koparılan Çiçekler (2010)
- Rengârenk (2010)
- İyileşiyoru (2013)
- Söz (2014)
- Öyle De Güzel (2014)
- Tesadüf Aşk (2015)
- Kime Diyorum (2016)
- Olsun (2016)